# Bassettklarinette
Die Bassettklarinette ist eine Klarinette in A- oder B-Stimmung (sehr selten auch in G- oder in C-Stimmung), deren Tonumfang in die Tiefe durch ein längeres Unterstück vermehrt wurde: zunächst um den Grundton notiert c (kleine Oktave), und in der weiteren Entwicklung derart, dass Chromatik spielbar wurde, also um die Töne notiert es, d, cis, c und gelegentlich H (große Oktave). Diese Töne erzeugen einen tiefen Klang, der an den eines Bassetthorns erinnert. Nicht in C gestimmte Bassettklarinetten gehören zu den transponierenden Instrumenten.

## Historie
Die frühesten erhaltenen Instrumente in Pariser und Londoner Museen datieren ab 1770. Die Bassettklarinette wurde, wie auch das Bassetthorn, zeitnah mehrfach erfunden, jedoch in unterschiedlichen Bauformen, in unterschiedlichen Stimmungen und unterschiedlichen Instrumentenbezeichnungen (z. B. Inventionsklarinette, Bass-Klarinette, Clarinet d’amour). Das von Anton Stadler verwendete Instrument wurde ca. 1788 von dem Wiener k. u. k. Hofinstrumentenmacher Theodor Lotz gebaut. Trotz der Namensähnlichkeit ist die Bassettklarinette von der eine Oktav tieferen Bassklarinette, die 1838 vom Saxophon-Erfinder Adolphe Sax entwickelt wurde, und von dem in der Tonhöhe dazwischen liegenden Bassetthorn in F zu unterscheiden.

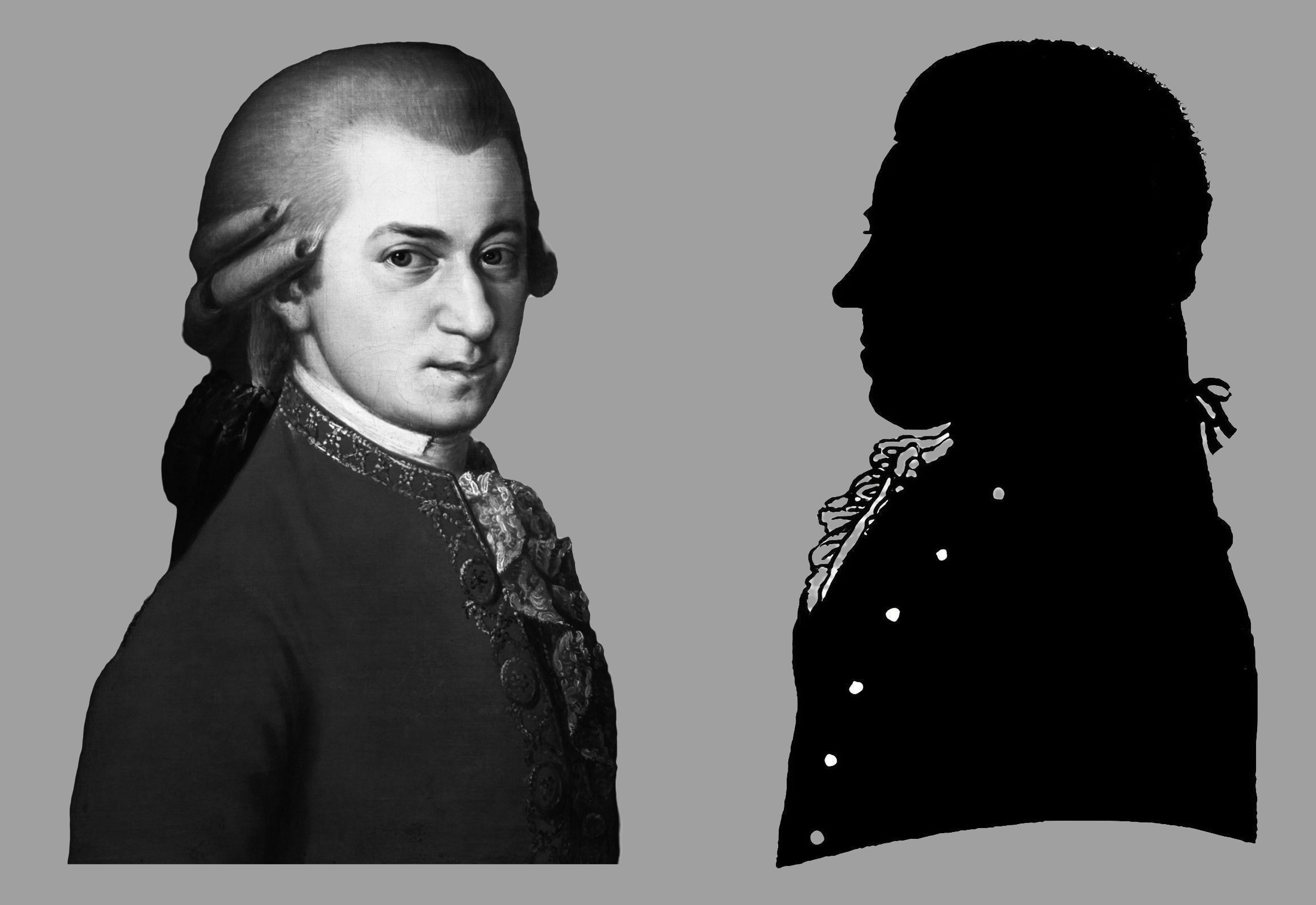
Mozart und Stadler

Anton Stadler spielte eine Bassettklarinette in A erstmals bei der Uraufführung von Mozarts Klarinettenquintett KV 581 am 22. Dezember 1789 in Wien und danach auch 1791 in Prag bei Mozarts Klarinettenkonzert KV 622. Ein in B gestimmtes Instrument mit diatonischen Bassetttönen erklang erstmals in Wien am 20. Februar 1788. Die damals neuartige, bis auf die rechtwinklig abgeknickte kugelförmige Stürze (Liebesfuß) und die leicht gebogene Birne, gestreckte Wiener Bauform des Instruments (siehe Skizze auf der Concert-Anzeige) hatte ihren Vorläufer im bereits zuvor von Theodor Lotz für Anton Stadler entwickelten Bassetthorn, dessen tiefster Ton ebenfalls C war. Das veranlasste Mozart anzuregen, auch eine normale Klarinette zu entwickeln, die so weit nach unten reichte und ihm dadurch größere kompositorische Möglichkeiten bot.
Nach dem Tod Mozarts und Stadlers wurde es ruhig um das Instrument. Von Mozart bis zur Gegenwart gibt es etwas mehr als 200 Kompositionen für dieses Instrument.
Die erste moderne Bassettklarinette (in C deutsches System) wurde von Oscar Adler & Co., Markneukirchen, um 1930 hergestellt. 1966 baute der Prager Klarinettenbaumeister Rudolf Trejdal eine A-Bassettklarinette in Böhm-Bauweise, indem er eine Selmer-A-Klarinette verlängerte. Zwei Jahre später fertigte Rudolf Uebel, der Neffe von Friedrich Arthur Uebel im Auftrag des Schweizer Klarinettisten Rudolf Stalder ebenfalls eine Böhm-Bassettklarinette in A, der erste komplette Neubau in Böhm. Diese Klarinette war, soweit ersichtlich, die erste Bassettklarinette überhaupt, mit der das für dieses Instrument rekonstruierte Mozart-Konzert auf einer Schallplatte aufgenommen wurde, und zwar im September 1968; diese Aufnahme kann heute noch auf YouTube, teilweise mit Einblendung der Noten für die Bassettklarinette, gehört werden. Im Sommer 1968 erstellte Otmar Hammerschmidt, Wattens, Österreich, eine Bassettklarinette deutschen Systems erstmals in A, die 1975 noch einmal überarbeitet wurde, 1978 folgte Rolf Meinel, Wernitzgrün, mit einem Prototyp. Ebenfalls 1968 baute Edward Planas, Bucks, für den Londoner Klarinettisten Alan Hacker eine A-Bassettklarinette in Böhm-Bauweise, das erste englische Instrument dieser Art.
Die Bassettklarinette hat wieder an Bedeutung gewonnen, seit die weltberühmte Klarinettistin Sabine Meyer sich 1984 von Herbert Wurlitzer eine moderne Bassettklarinette deutschen Systems anfertigen ließ, um seitdem vorwiegend auf diesem Instrument das Klarinettenquintett und vor allem das Klarinettenkonzert von Mozart in rekonstruierten Fassungen mit wieder tiefer gesetzten Passagen zu spielen und dann später, insbesondere seit dem Mozartjahr 1991 andere bekannte Soloklarinettisten folgten, z. B. Alessandro Carbonare, Martin Fröst, Sharon Kam, David Shifrin, Kari Kriikku, Colin Lawson und Antony Pay. Der amerikanische Klarinettist Charles Neidich, der italienische Luca Lucchetta, der niederländische Vlad Weverbergh und der schwedische Stefan Harg, alle der historischen Aufführungsweise verpflichtet, spielen Mozart auf Nachbauten der Bassettklarinette von Stadler. Auch bei Aufführungen von Mozarts Oper La clemenza di Tito wird in der Arie des Sesto „Parto, ma tu ben mio“ (Nr. 9) wieder zunehmend die vorgeschriebene solistisch hervortretende Bassettklarinette in B statt einer normalen Klarinette eingesetzt, desgleichen bei konzertanten Aufführungen dieser Arie, so bei den Aufführungen der Oper 2017 in Salzburg und 2018 in Amsterdam mit dem Klarinettisten Florian Schüle auf der Bühne. Seltener wird dieses Instrument im Jazz und in der Klezmer-Musik verwendet. So spielt der deutsche Jazzklarinettist Theo Jörgensmann auf einer B-Bassettklarinette von Harald Hüyng. Seit 2020 existiert auch eine Klarinette d’Amore in G, eine Art Bassettklarinette (oben rechts abgebildet) mit Liebesfuß, wofür der australische Klarinettist Richard Haynes neue Kompositionen schreiben lässt.

## Bauweise

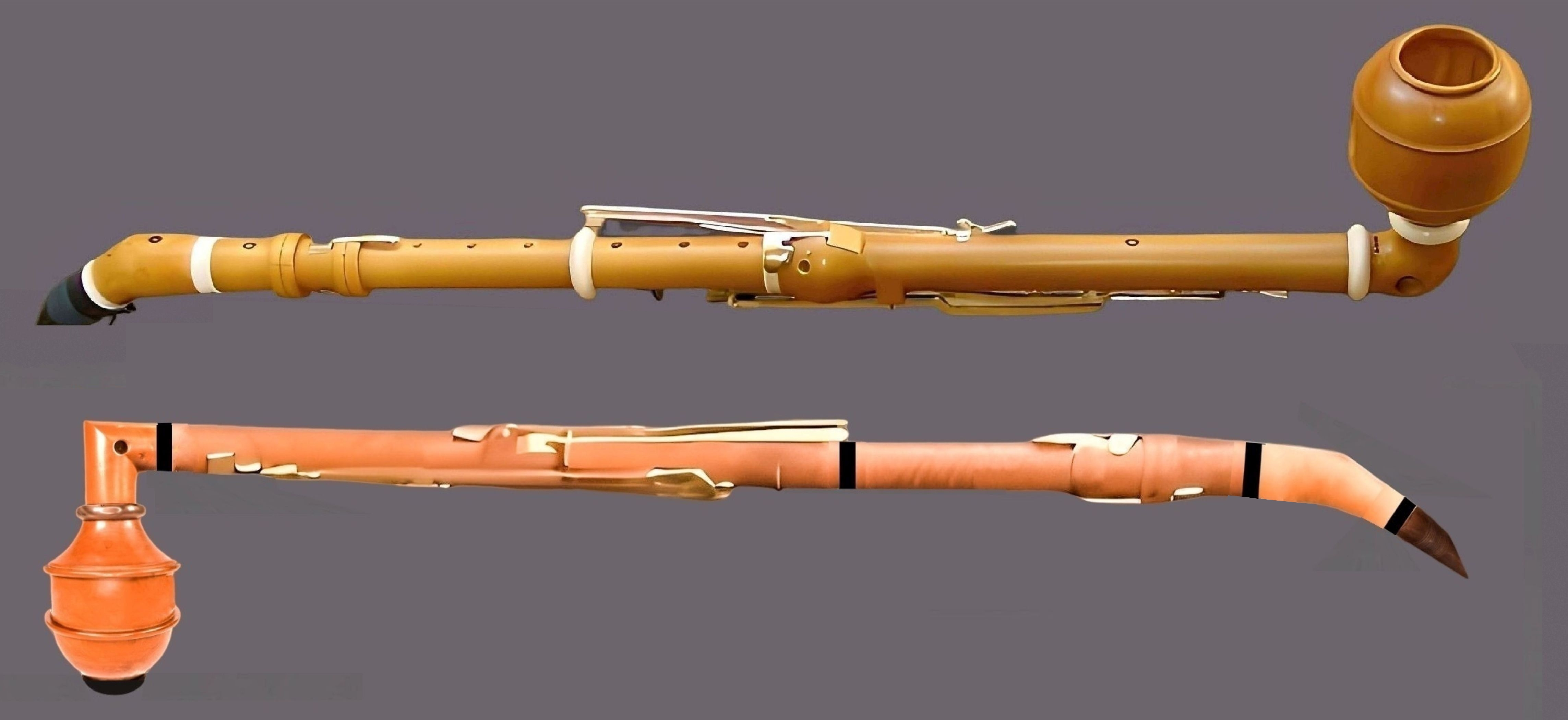
Bassettklarinetten nach Stadler, oben Fuß nach vorne, unten Fuß nach hinten

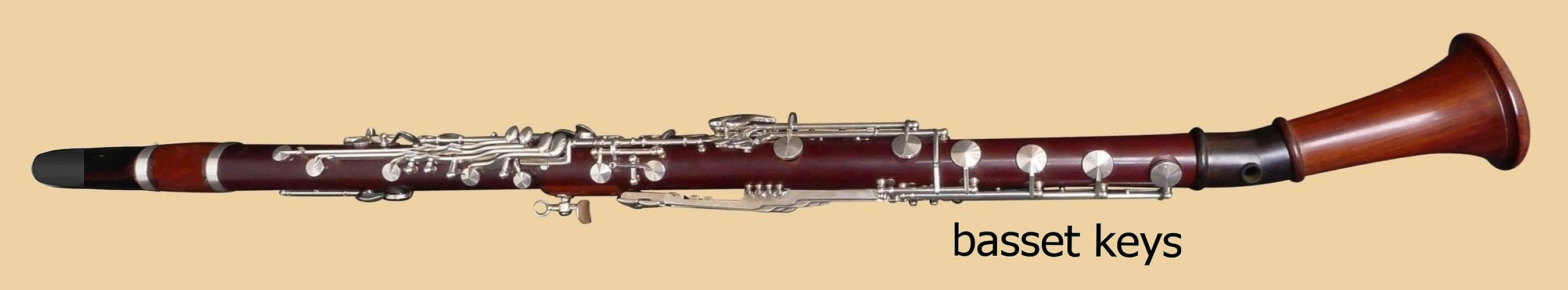
Moderne Bassettklarinette (Böhm), Becher nach vorne hin abgewinkelt

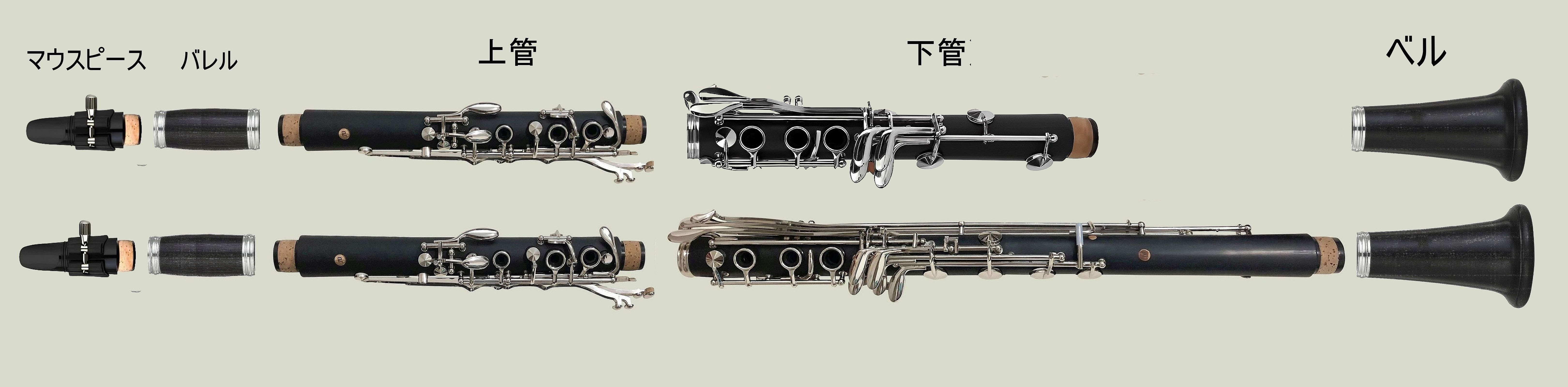
Teile einer normalen Klarinette (oben) und einer Bassettklarinette mit einem ca. 18 cm längerem Unterstück (beide Böhm-System)

Die Bauweise einer modernen Bassettklarinette kann komplett gestreckt (gerade) sein, wie eine normale Klarinette. Vom Klang her vorteilhafter ist jedoch ein Becher, der über ein abgewinkeltes Zwischenstück leicht nach oben und nach vorne ausgerichtet ist. Charles Neidich hat sich von Schwenk & Seggelke eine Bassettklarinette mit moderner frz. Mechanik bauen lassen, die, wie die Stadler-Klarinette, über eine abgewinkelte Birne und als Schalltrichter einen Liebesfuß verfügt, den er aus Gründen der Gewichtsverteilung nach hinten ausrichtet, obwohl für das Publikum eine Ausrichtung nach vorne besser wäre, wie z. B. beim Bassetthorn und der Bassklarinette.

## Griffweise der Bassetttöne
Die speziellen Bassetttöne tief c bis es (kleine Oktav) werden bei historischen Instrumenten und denen des deutschen Griffsystems mit dem rechten Daumen gegriffen (vier Drücker), desgleichen bei den von einigen deutschen Manufakturen (z. B. Herbert Wurlitzer und Leitner & Kraus) hergestellten Instrumenten des französischen Systems. Hingegen sind die Bassettklarinetten des französischen Systems anderer Hersteller mit zwei zusätzlichen Drückern für den rechten kleinen Finger für die Töne d und es sowie 2 Daumendrückern für die Töne c und cis ausgestattet (Standard). Der deutsche Hersteller Schwenk & Seggelke bietet beim französischen System wahlweise beide Mechaniken an und zusätzlich zum Standard einen Drücker für den linken kleinen Finger für den Ton d, der dann zweifach gegriffen werden kann, sh. nachstehende Fotos. Auch bei Instrumenten des kanadischen Herstellers Stephen Fox wird d mit dem linken kleinen Finger gedrückt und, falls vorhanden, das tiefe H (große Oktave) mit dem rechten kleinen Finger, während die drei anderen Bassetttöne mit dem rechten Daumen gedrückt werden. 2021 hat der deutsche Hersteller F. Arthur Uebel GmbH zusammen mit dem amerikanischen Klarinettisten Ricardo Morales eine neue Böhm-Bassettklarinette entwickelt, bei der die beiden zusätzlichen Drücker für den kleinen Finger rechts nicht, wie üblich, für d und dis/es, sondern für cis und dis/es vorgesehen sind. Für das d gibt es einen zusätzlichen Drücker für den kleinen Finger links (so wie bei Seggelke) und für das c eine Daumenklappe (die einzige).
Innovativ beim deutschen System ist die Gestaltung der vier Daumendrücker der Bassettklappen der österreichischen Manufaktur Gerold-Klarinetten, ergänzt um einen fünften Drücker für die Verbesserung der Intonation von tief f und e.

Griffweisen der Bassetttöne deutsches und französisches System in Bildern
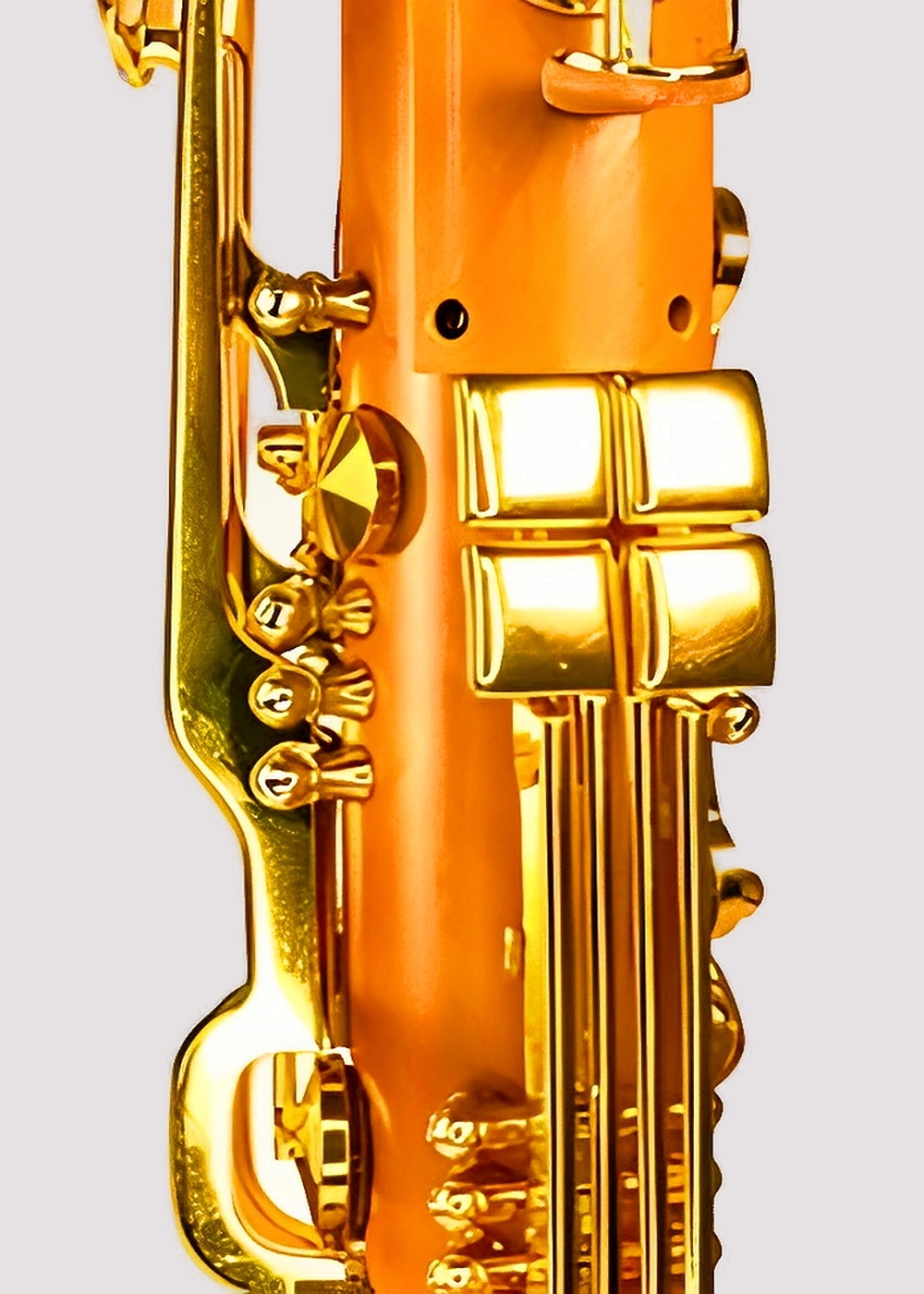
deutsch: 4 Daumendrücker (Seggelke)
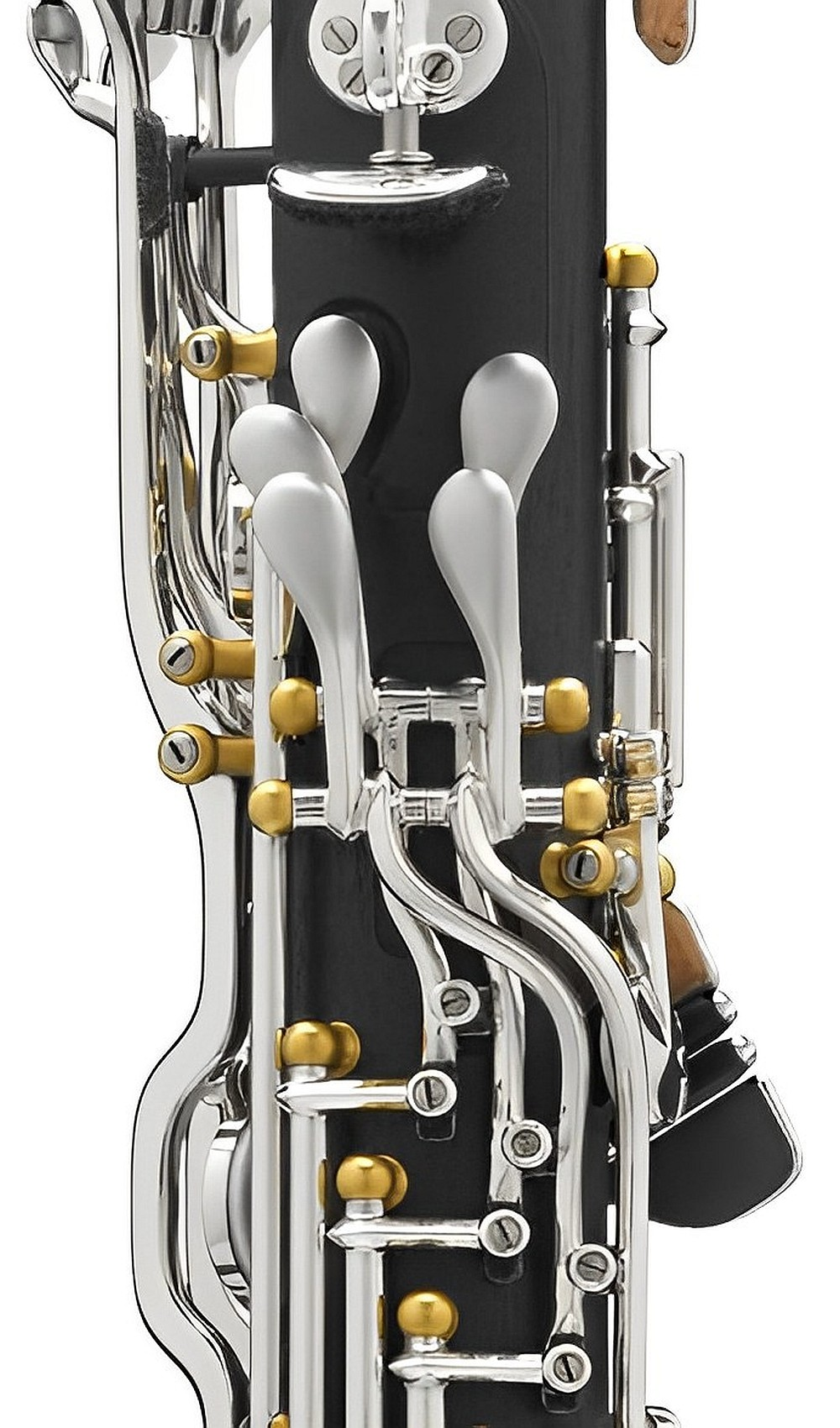
deutsch: 5 Daumen- drücker, davon einer für die Tief-E/F-Verbesserung (Gerold)
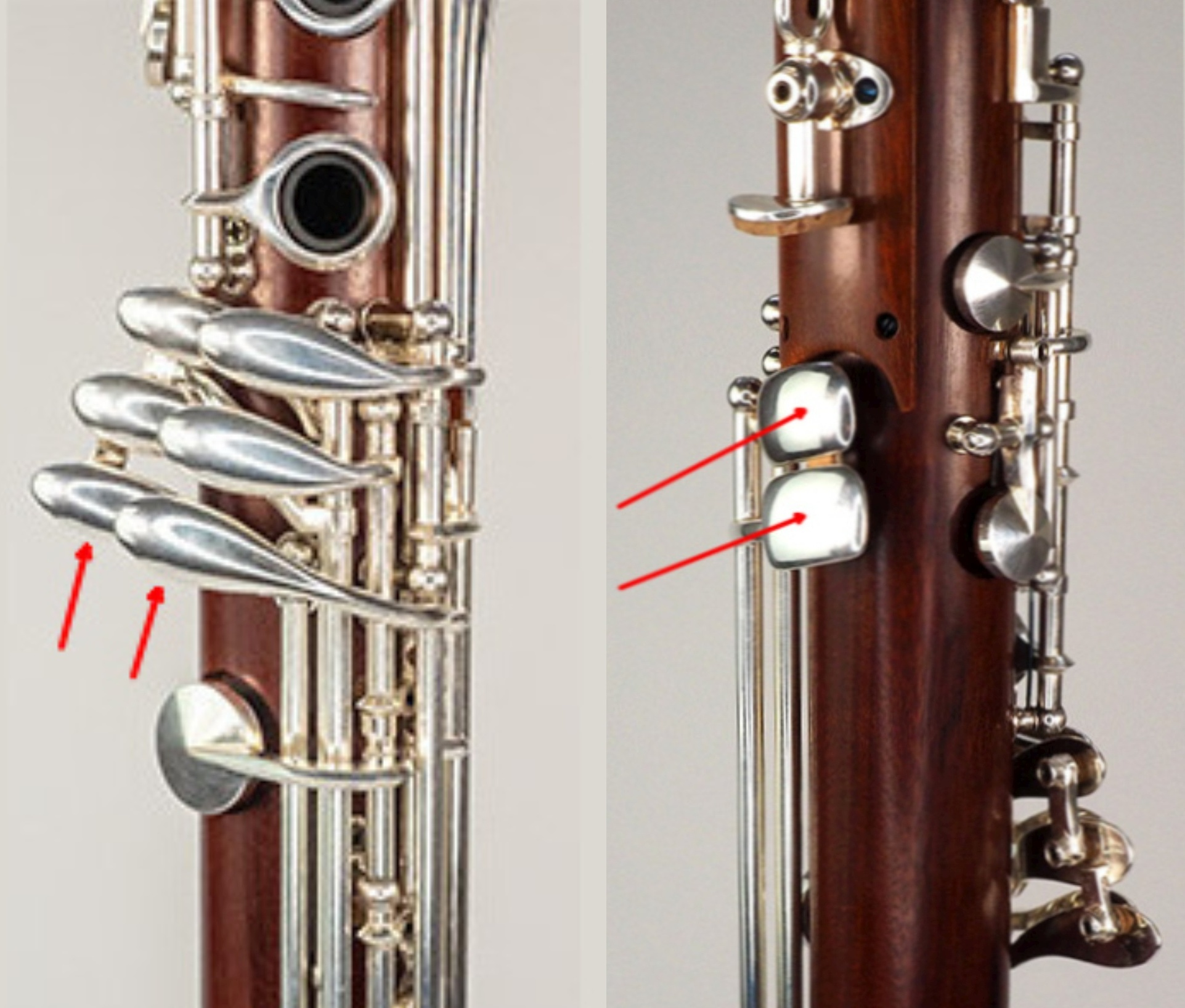
frz.: 2 zusätzliche Drücker für den kleinen Finger rechts und 2 Daumendrücker (Standard)
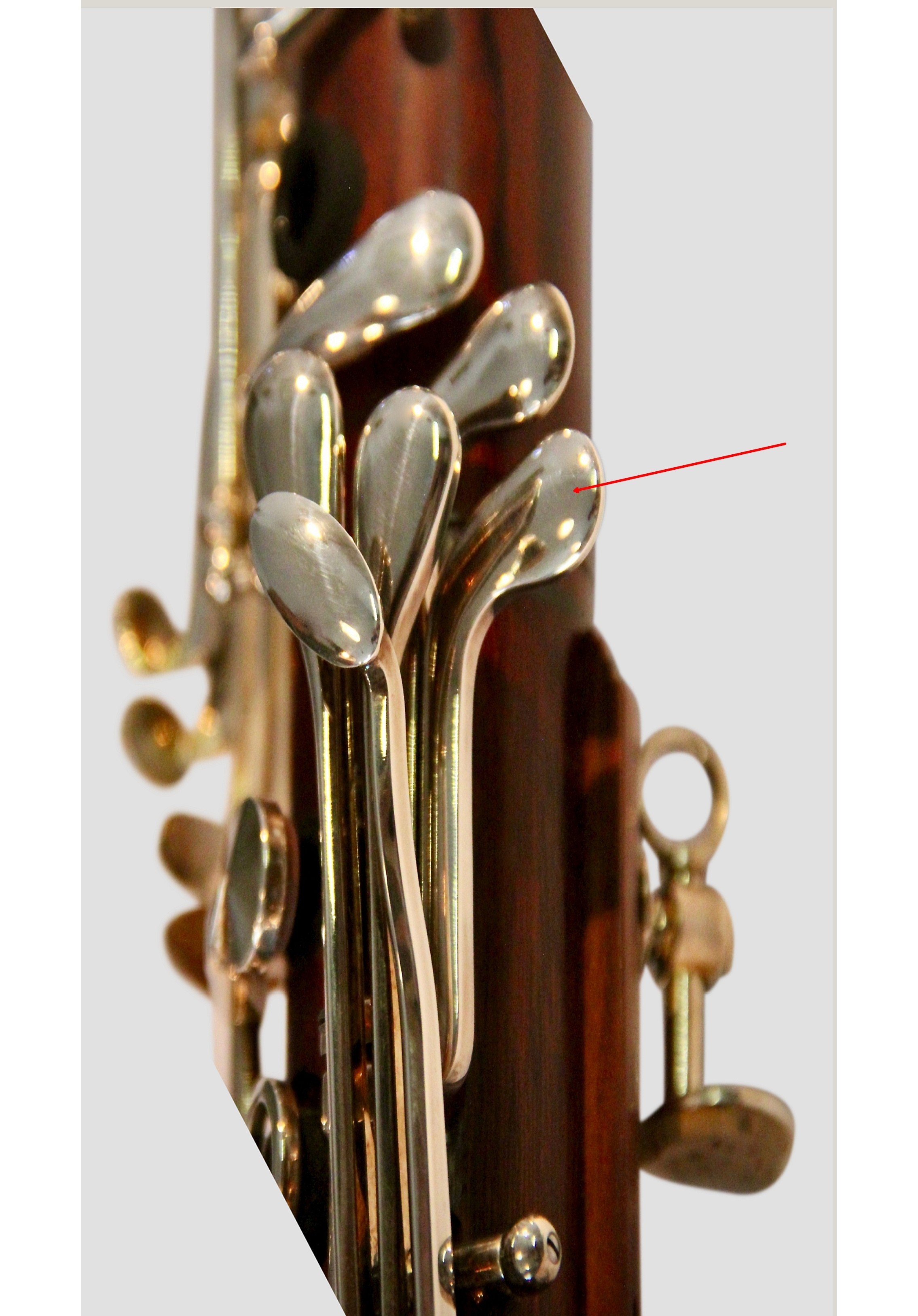
frz.: zusätzlich zum Standard ein Drücker für den kleinen Finger links (Seggelke)

## Klang und Tonumfang
Im Vergleich zur normalen B- oder A-Klarinette sind der Klang und das Piano einer Bassettklarinette außergewöhnlich schön, was schon zeitgenössische Zuhörer bei Anton Stadlers Spiel bewunderten. Der Klang ist leicht gedeckter, die hohe Lage weniger grell und das Chalumeau-Register von c' (eingestrichene Oktave) abwärts bis e, dem tiefsten Ton der normalen Klarinette, offener und voller. Die Erweiterung des Tonumfangs nach unten verhalf diesem Klarinettentyp zu seinem Namen. Der Tonumfang reicht notiert vom kleinen c bis zu d'''' (viergestrichene Oktave), klingend bei der Stimmung in A bzw. B vom großen A bis h''' bzw. vom großen B bis c'''', umfasst also vier Oktaven plus einen Ton.

## Kompositionen
Von Mozart bis zur Gegenwart gibt es etwas über 200 Kompositionen für dieses Instrument. Die bedeutsamsten sind die bereits erwähnten Kompositionen:
- W. A. Mozart: Quintett für Bassettklarinette, 2 Violinen, Viola und Cello in A-Dur, KV 581
- W. A. Mozart: Konzert für Bassettklarinette und Orchester in A-Dur, KV 622
- W. A. Mozart: Oper La Clemenzia di Tito, Nr. 9, Arie des Sesto “Parto, parto, ma tu ben mio”, für Mezzosopran, Bassettklarinette in B und Orchester.

Die weiteren Kompositionen sind fast alle nach 1950 entstanden. Dabei handelt es sich um
- Konzerte mit Solo-Bassettklarinette u. a. von Joan Tower (* 1938, USA), Manfred Trojahn (* 1949, Deutschland), Helmut Eisel (* 1955, Deutschland), Shigeru Kan-no (* 1959 Japan),[10] and Wim Henderickx (1962–2022 Niederlande) Basset Clarinet Concerto 'SUTRA', Uraufführung am 31. März 2021 mit Annelien Van Wauwe

- Stücke für Bassettklarinette Solo, u. a. von Michiko Kawagoe (Japan), Aribert Reimann (1936–2024, Deutschland), Ondreij Sarek (Tschechien),  Christopher M. Wicks (* 1975, USA),

- Duos mit Bassettklarinette, u. a. von Harrison Birtwistle (* 1934, England), Istvan Bozicevik (Kroatien)  Erika Fox (* 1936, Österreich/GB),  Patrick Nunn (* 1969, GB), Meinrad Schmitt (* 1935, Deutschland),  William Sweeney (* 1950, GB)
- Trios mit Bassettklarinette, u. a. von François Devienne (1759–1803, Frankreich), Helmut Eisel (* 1955, Deutschland),
- Quintette mit Bassettklarinette, uj. a. von Harrison Birtwistle (* 1934, GB),  Antonín Dvořák (1841–1904, Österreich/Ungarn),
- Größere Kammermusikbesetzungen mit Bassettklarinette, u. a. von Klaus Huber (* 1924, Bern)
- Orchestermusik und Opern mit Bassettklarinette, u. a. von Thomas Adés (* 1971, GB), W. A. Mozart (1756–1791), Oper „Cosi fan tutte“ Arie des Ferrando (Nr. 24) „Ah! Io veggio“ und Ferdinando Paer (1771–1839, Italien), Oper „Sargino“ (1803), Arie „Una voca al cor mi parla“.

## Interpreten
Zu den Klassik-Klarinettisten, die Alben mit Bassettklarinette aufgenommen haben, gehören Colin Lawson, David Shifrin, Antony Pay, Sabine Meyer, Richard Haynes und Kari Kriikku. Auch Martin Fröst, Sharon Kam, Shirley Brill, Sebastian Manz und Annelien Van Wauwe spielen das Mozart-Konzert auf einer Bassettklarinette. Der deutsche Klarinettist Theo Jörgensmann spielt Free Jazz auf einer Bassettklarinette, ebenso wie der in Los Angeles lebende Künstler Vinny Golia (der in seiner Musik auch das Bassetthorn verwendet).  Die britische Klarinettistin Thea King hat Mozarts Quintett und Konzert, beide auf der Bassettklarinette, für Hyperion Records aufgenommen und auf einer CD zusammengefasst. Michael Collins, der bei Thea King studierte, hat das Mozart-Konzert auf der Bassettklarinette eingespielt (Deutsche Grammophon, zusammen mit einer Transkription für Klarinette von Beethovens Violinkonzert).  Mit dem North Carolina Symphony Orchestra brachte Collins am 10. April 2008 das Werk Ornamental Air von Elena Kats-Chernin zur Uraufführung, das die Form eines Konzerts für Bassettklarinette hat. Auch die Britin Joy Farrall hat Mozarts Konzert und Quintett (BMG und Meridian) mit einer Bassettklarinette aufgenommen, ebenso wie das Kegelstatt-Trio für Klarinette, Viola und Klavier. Auf historischen Instrumenten hat Jane Booth das Mozart-Quintett mit dem Eybler-Quartett aufgenommen (Analekta, 2010). Colin Lawsons gefeierte Einspielung von Mozarts Klarinettenkonzert K. 622 mit der Hanover Band für Nimbus, die 1990 erschien, ergänzt sein 1996 veröffentlichtes Cambridge Handbook to Mozart's Clarinet Concerto.
Der amerikanische Klarinettist Charles Neidich, der Italiener Luca Lucchetta, der Niederländer Vlad Weverbergh und der Schwede Stefan Harg, alle der historischen Aufführungspraxis verpflichtet, spielen Mozart auf Nachbauten von Stadlers Bassettklarinette. Auch in Aufführungen von Mozarts La clemenza di Tito wird in Sestos Arie „Parto, ma tu ben mio“ zunehmend die vorgeschriebene prominente Bassettklarinette in B anstelle einer normalen Klarinette verwendet, ebenso wie in konzertanten Aufführungen dieser Arie bei den Aufführungen der Oper 2017 in Salzburg und 2018 in Amsterdam mit dem deutschen Klarinettisten Florian Schuele. Der australische Klarinettist Richard Haynes spielt auf einer Bassettklarinette d'amore (siehe Klarinette d'amore) in G und gibt neue Solo- und Kammermusikwerke für dieses Instrument in Auftrag.

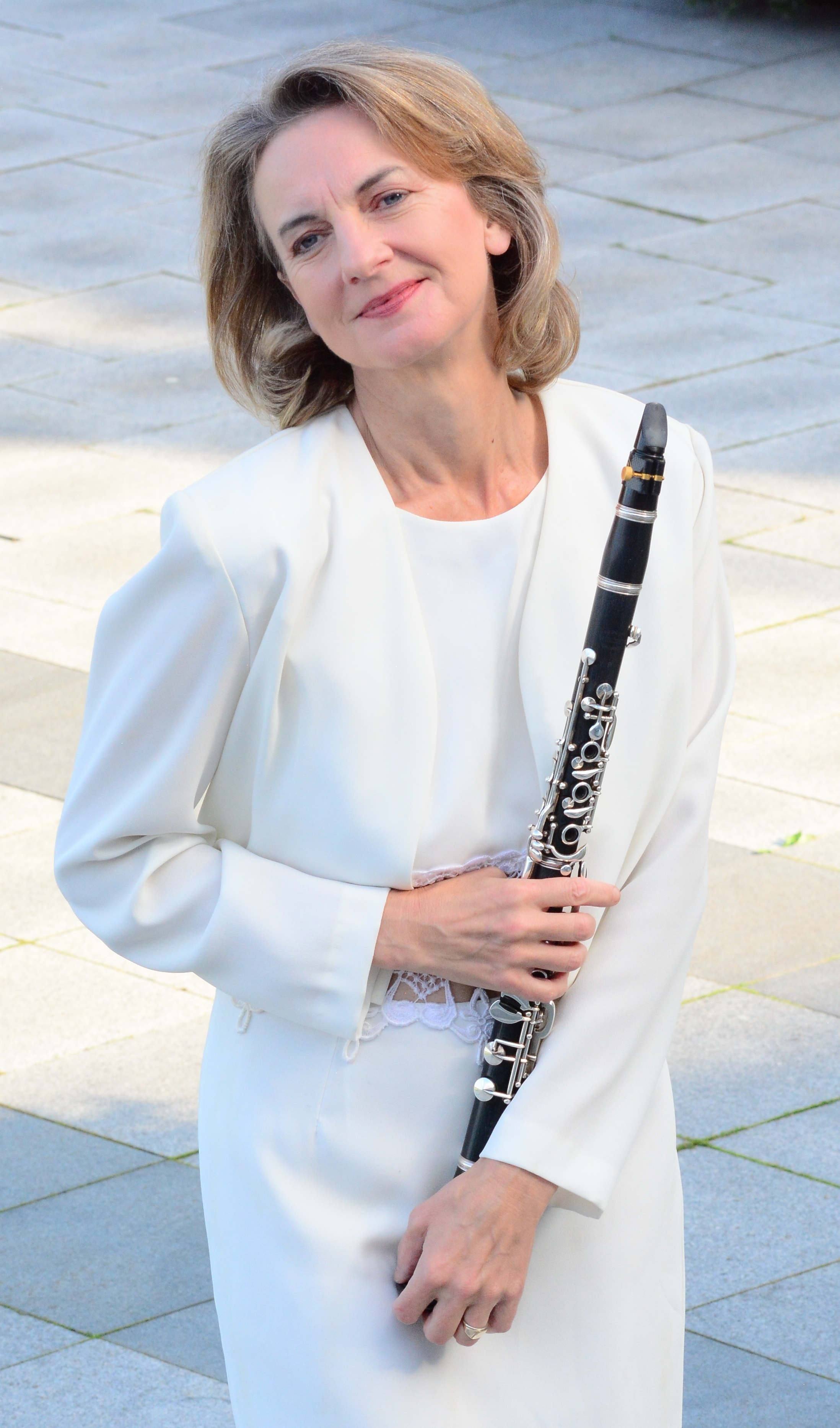
Sabine Meyer
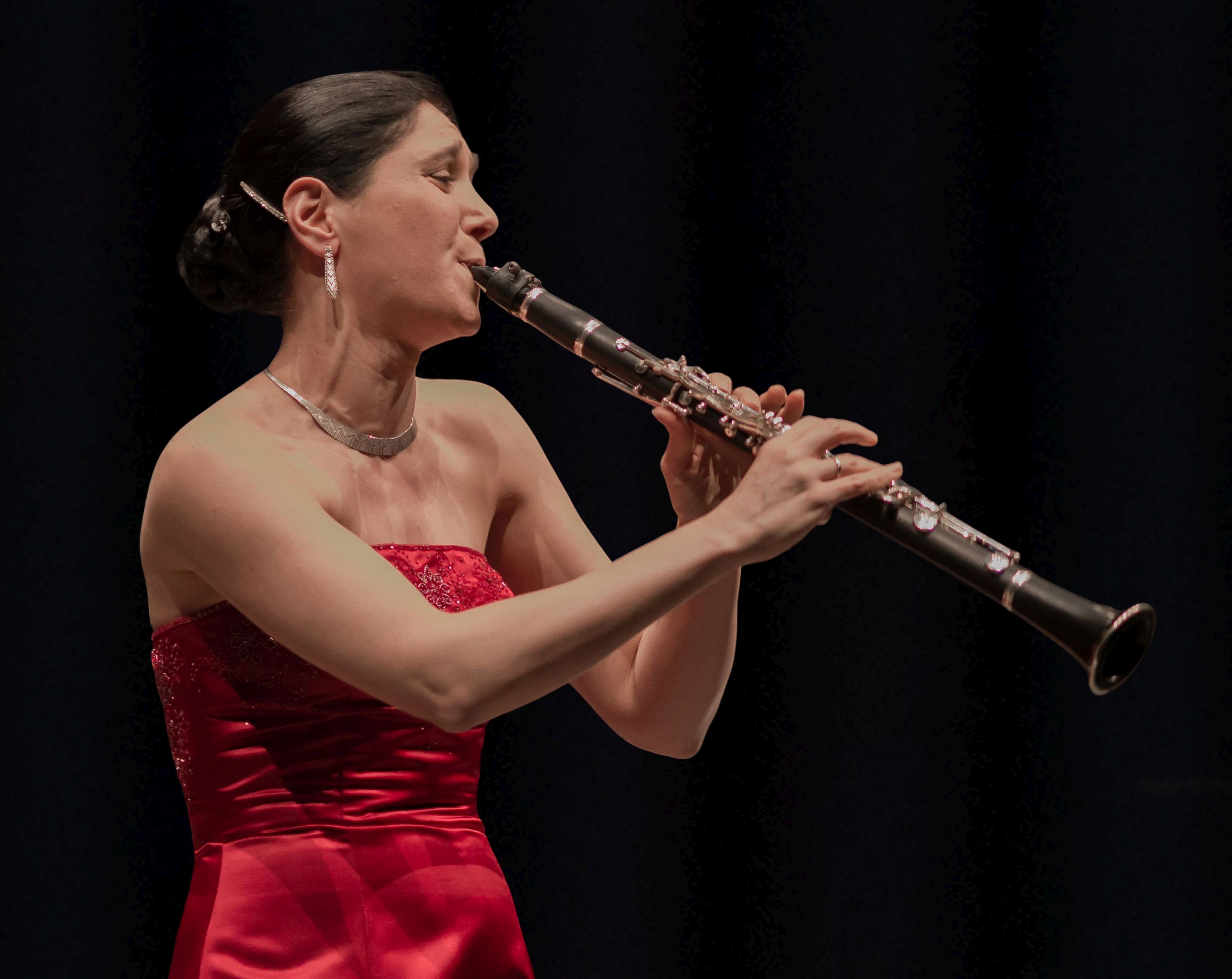
Sharon Kam
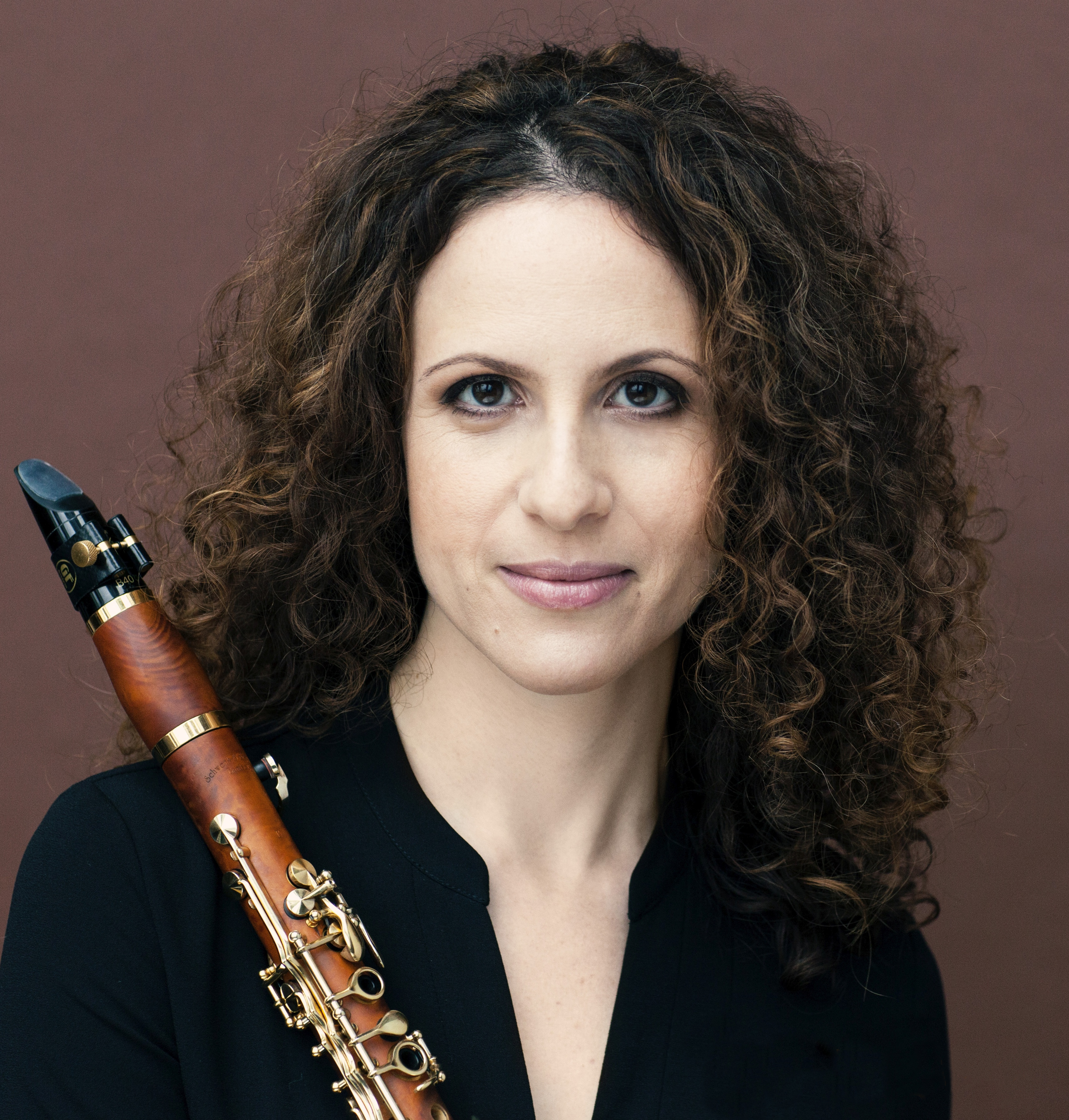
Shirley Brill
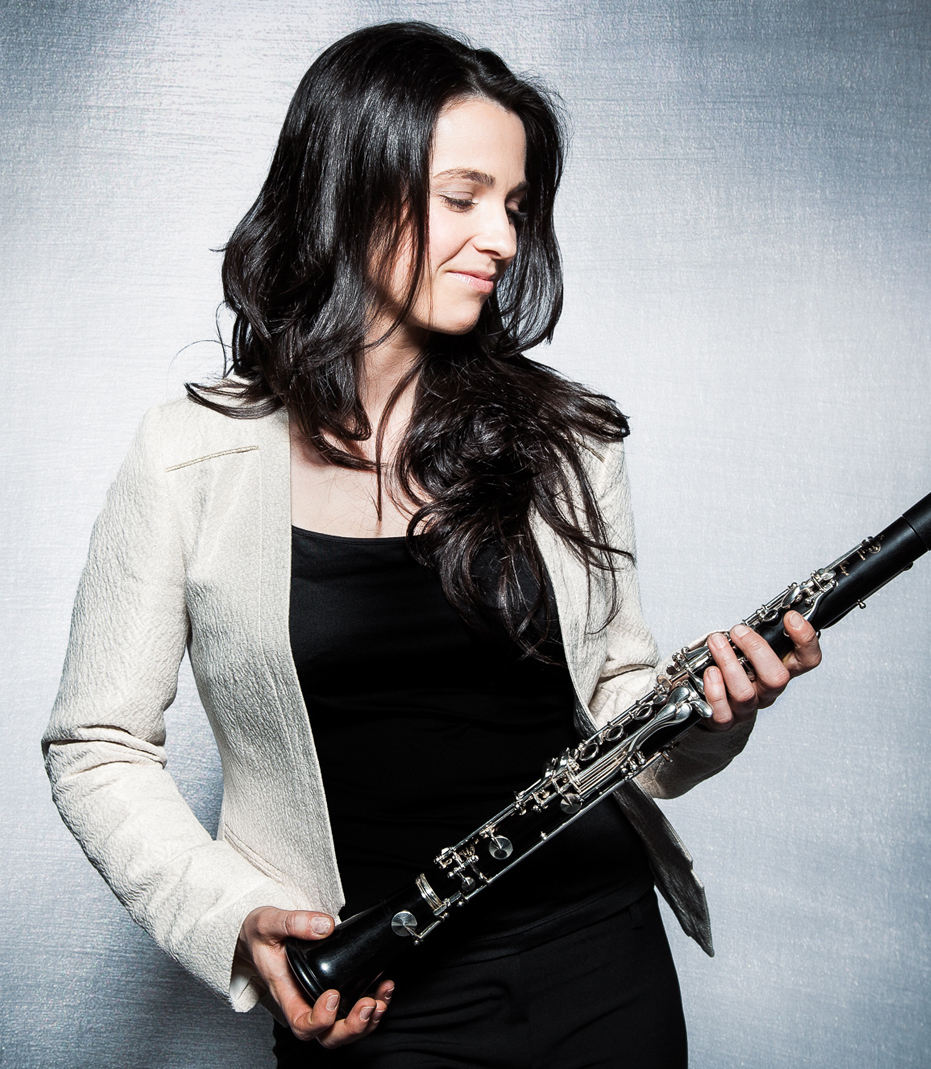
Annelien Van Wauwe
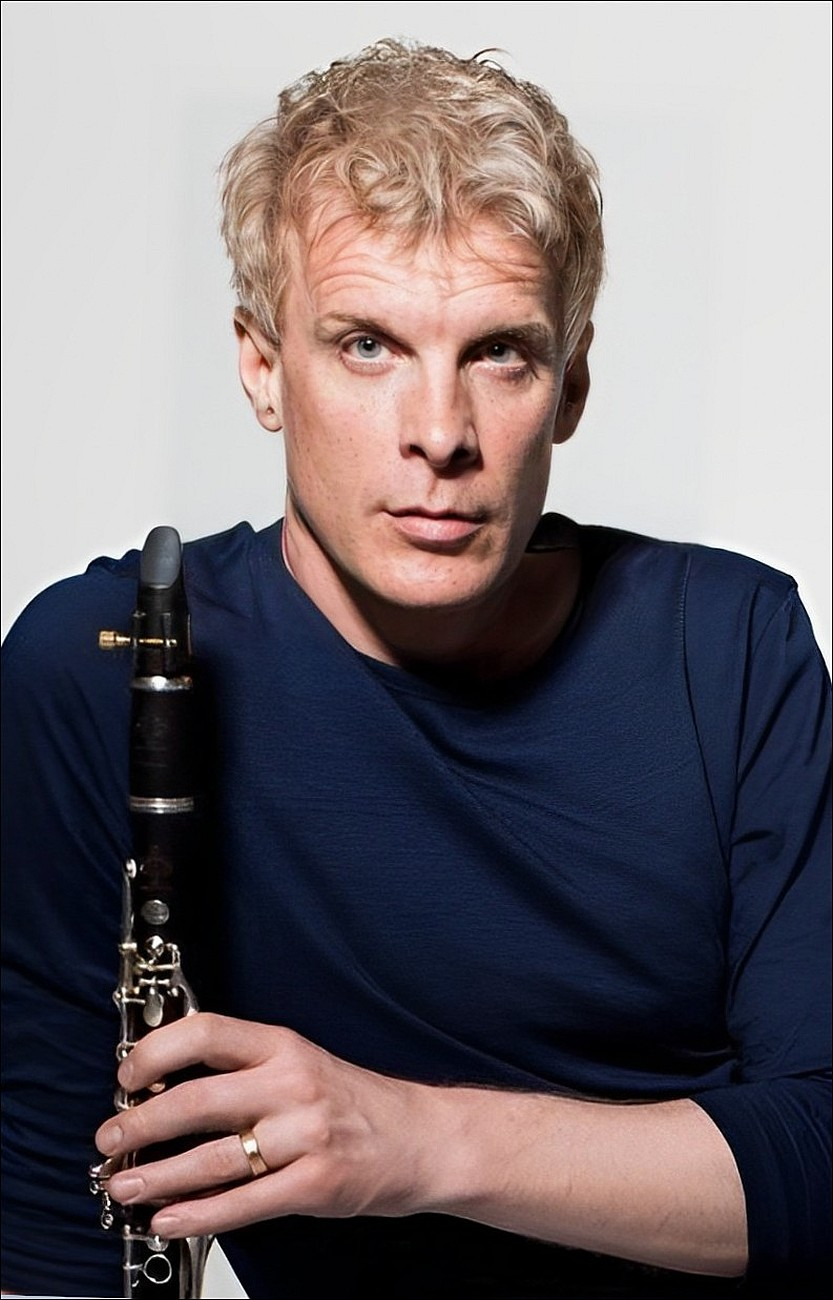
Martin Fröst
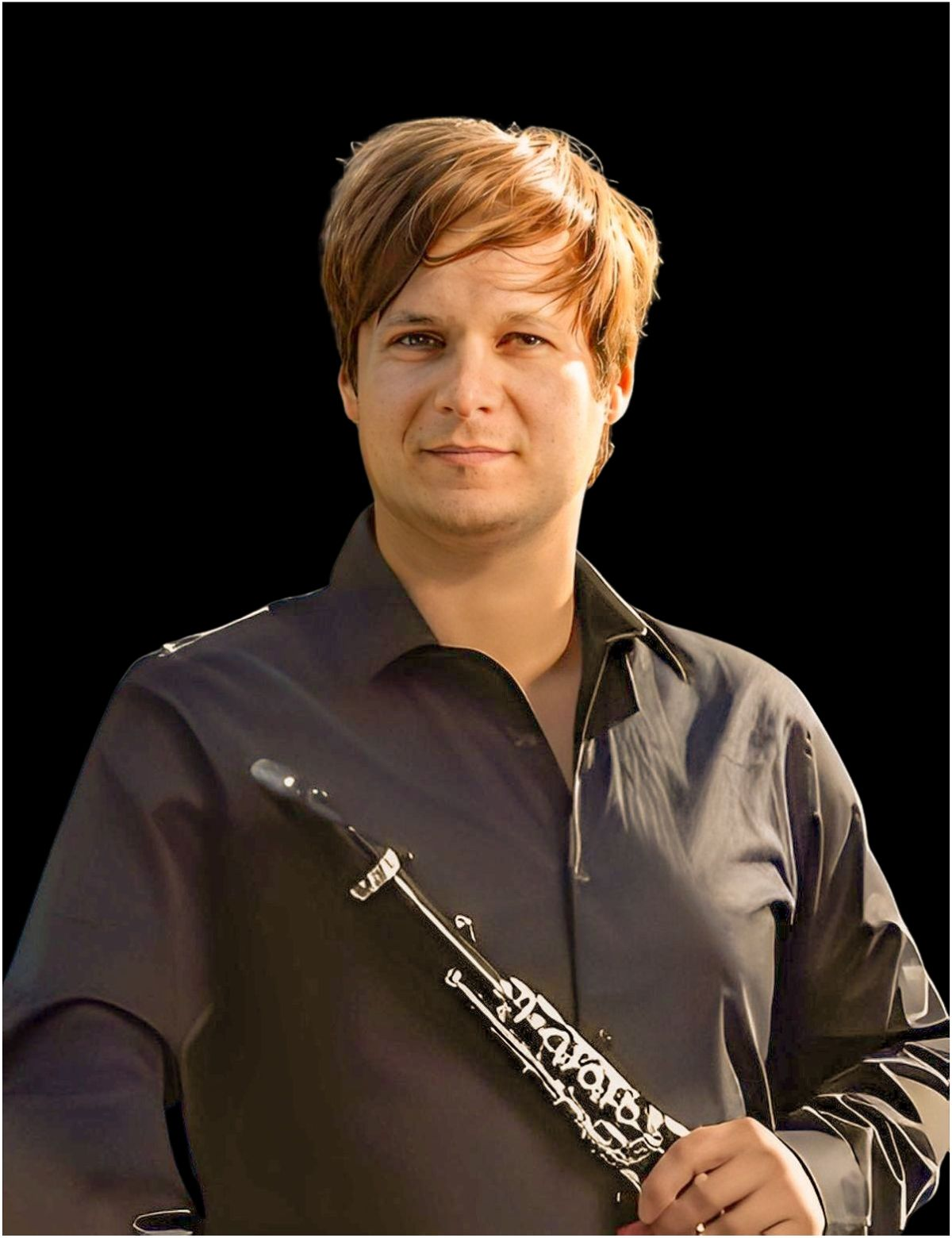
Sebastian Manz
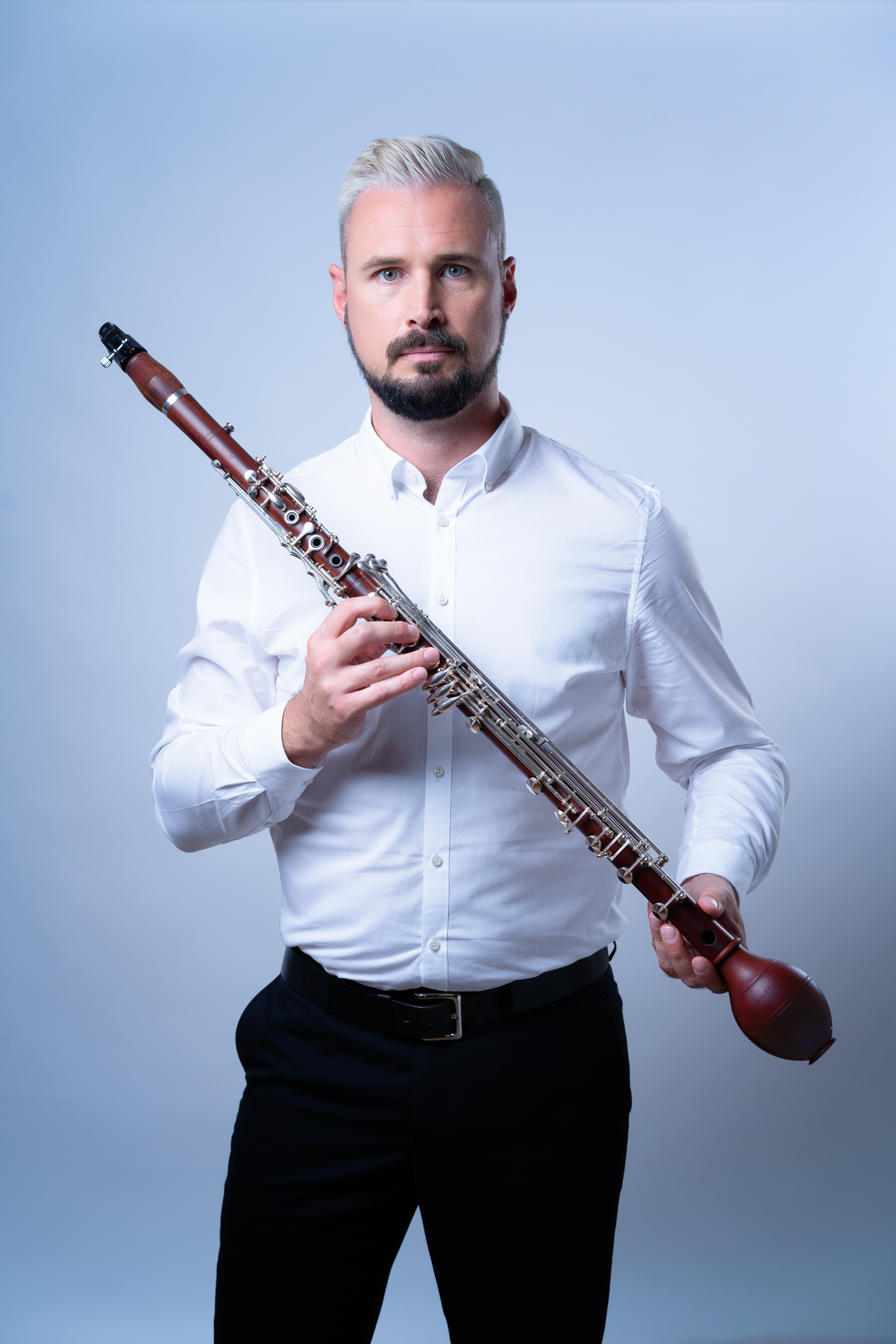
Richard Haynes
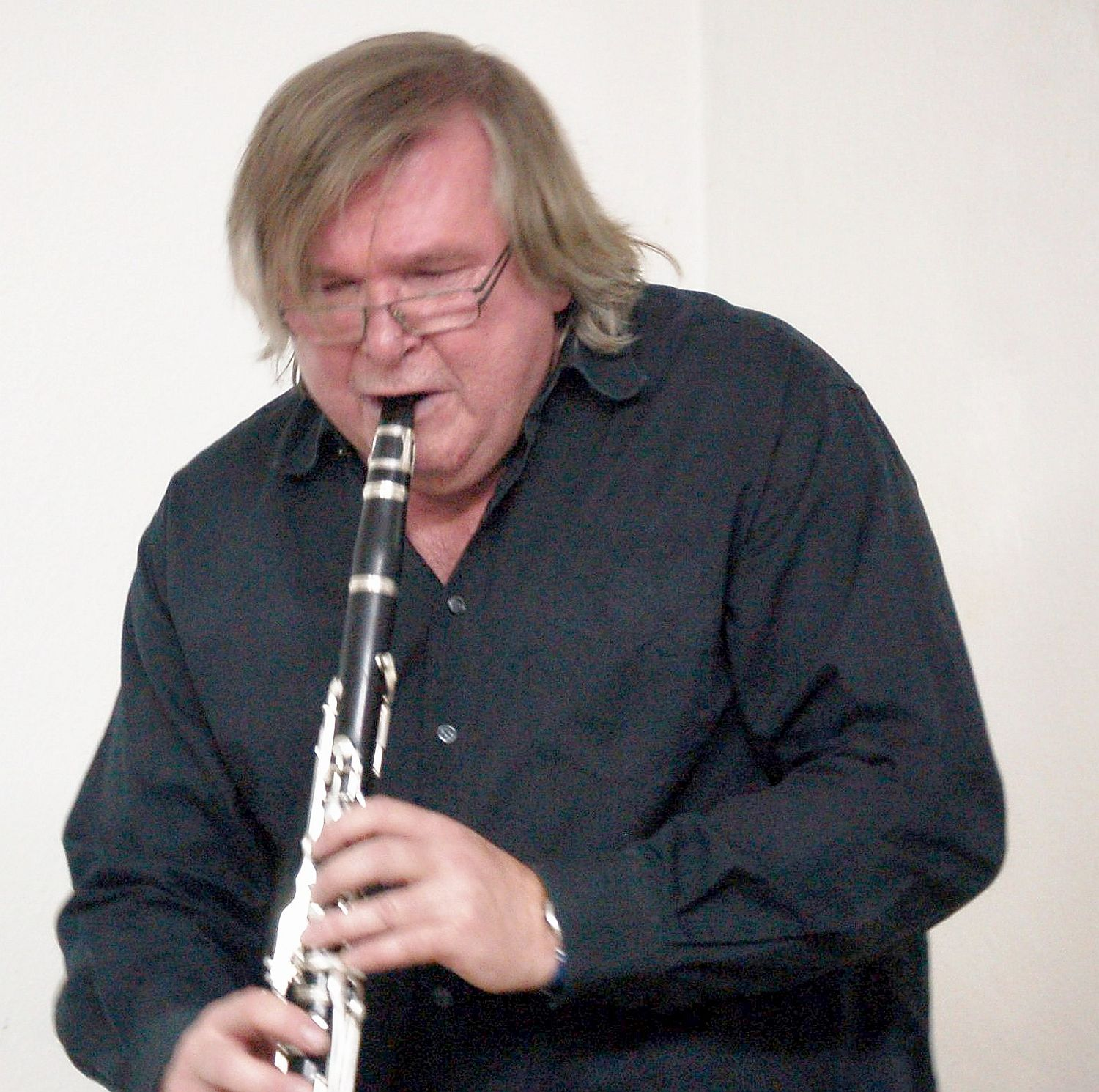
Theo Jörgensmann